# Драгутин Живковић
Драгутин Драги Живковић (8. март 1896. - 21. новембар 1968.) је био председник Градског поглаварства Ниша у два наврата: 1936-1939. и 1941. године.

## Породица
Драгутинова породица пореклом је из заплањског села Дуге Пољане. Отац Младен бавио се трговином и заједно са братом Николом основао трговачку фирму, која се називала по Николином сину Видану Живковићу. Драгутинова мајка звала се Јулијана. Брат Чедомир Живковић погинуо је 8. јуна 1916. године на Солунском фронту у 26 година. Драгутин је имао и брата Јордана и сестру Зору.  Драгутинов стриц Никола (рођен 1842) био је народни посланик у више наврата, те се прославио у Радикалној странци Николе Пашића.
Драгутинова супруга звала се Видосава. Умрла је 6. новембра 1987. године. Имали су двојицу синова: Љубишу и Младена, као и унука Драгана.

## Биографија

### Младост
Рођен је 8. марта 1896. године у Нишу. Био је осмо дете трговца Младена Живковића и његове супруге Јулијане. Пореклом из Дуге Пољане у Заплању, Младен Живковић је са братом Николом дошао у Ниш и почео се бавити трговином. Никола Живковић се бавио и политиком те је у више наврата био народни посланик, између 1888. и 1908. године. Драгутин је учествовао у Првом светском рату, када је прешао Албанију. Био је носилац Албанске споменице. Истим путем су највероватније пошли и други мушки чланови породице Живковић. Сведочанство је сачувано за Драгутиновог старијег брата Чедомира, који је погинуо 1916. године на Солунском фронту 8. јуна 1916. године и тако постао први нишки официр (резервни коњички официр) који је погинуо на Солунском фронту.
Драгутин се заједно са братом након опоравка на Крфу борио и на Солунском фронту. Након завршетка рата бавио трговином у породичној фирми "Браћа М. Живковић". У данашњој згради Народног музеја је у међуратном периоду пословала Нишка задруга за међусобно помагање и штедњу, чији је Драгутин био акционар. Постао је управник 1936. године, а од 1938. године председник управног одбора. Налазио се на челу управе нишког фудбалског клуба "Победа".

### Први мандат
Драгутин Живковић је био близак сарадник Драгише Цветковића. Припадао је Радикалној странци и остварио је плодну политичку каријеру на локалном нивоу. Именован је 1931. године за одборника вароши Ниш. Од 5. маја 1935. године народни је посланик. Након смене др. Драгутина Петковића августа 1936. године изабран је за председника Градског поглаварства Ниша од страна бана Моравске бановине Марка Новаковића.
Драгутинов мандат обележен је прославом шездесетогодишњице ослобођења Ниша од Турака. Тада је започето са изградњом више значајних објеката, попут зграде Народног позоришта (данашњи Синђелићев трг). Постављању камена темељца присуствовали су Драгиша Цветковић, Драгутин Живковић и бан Марко Новаковић.  Новоизграђена зграда је свечано отворена 1. јануара 1939. године. Драгутин је одржао свечани говор на отварању.
Споменик ослободиоцима Ниша (1878-1918) на данашњем Тргу краља Милана отворен је 29. јуна 1937. године за време првог мандата Драгутина Живковића. Одлука о подизању споменика донета је већ 1902. године. Драгутин је био и председник Одбора за подизање споменика. Као председник општине, дочекао је кнеза Павла Карађорђевића и председника владе Милана Стојадиновића. Својим почасним говором отворио је свечаност: Ваше Краљевско Височанство, У часу када Ниш са дубоком захвалношћу одаје признање борцима за народно ослобођење и уједињење, и када им као знак признања посвећује овај споменик, осећам се врло захвалним што је Ваше Краљевско Височанство благоизволело узети учешће у овом свечаном чину. 

### Други мандат
Драгутин је 11. децембра 1938. године поново изабран за посланика. Смењен је 1939. године са функције председника Нишке општине. На његово место постављен је адвокат Ђорђе Коцић. Поново је дошао на исту функцију 1. јануара 1940. године.  Након потписивања Тројног пакта (март 1941.) приморан је да поднесе оставку, али је средином јуна поново постављен од стране немачких власти. Смењен је 15. септембра пошто није могао да реши питање исхране у ратним приликама.
У време Драгутиновог последњег мандата дошло је до чувеног атентата у хотелу „Парк“ (3. август 1941. године).  Због изјаве саучешћа немачкој фелдкомандатури, Драгутин ће касније бити осуђен на казну губитка националне части. Након ослобођења Ниша у Другом светском рату Драгутину је суђено због сарадње са окупатором. Пресуда је донета 21. марта 1945. године. У име српског народа, Драгутину, председнику Поглаварства града Ниша, због сарадње са окупатором, II веће суда у Београду по одржаном јавном претресу осудило га је на казну губитка српске националне части у трајању од 6 година и на казну лаког присилног рада у трајању од две године. Његова кривица била је та што је „председник Градског поглаварства Ниша примивши се дужности у првим месецима окупације помагао окупатору у снабдевању и успостављању рада, реда и мира на начин који је окупатору одговарао, а посебно убеђивањем грађана на конференцији 22. јула 1942. године да треба да буду послушни према органима власти и да сваки учествује у гоњењу банди из шуме. После атентата у хотелу Парк, у ноћи измеђи 3. и 4. августа 1941. године, Живковић се, у име грађана Ниша, огласио дирљивим изразом саучешћа фелдкомандантури због погибије више фашистичких злочинаца.“ 

### Смрт
Драгутин је умро 21. новембра 1968. године. Као ожалошћени у читуљи помињу се супруга Видосава-Вида Белка, сестра Зора, брат Јордан, синови Љубиша и Младен, унук Драган и снаге Каролина и Радмила, са осталом многобројном породицом. Сахрањен је на Старом нишком гробљу, у породичној гробници.

## Заслуге и сећање
Драгутин је био носилац Ордена Светог Саве првог реда. Познато је да је пре Другог светског рата био власник једне виле у Нишкој Бањи. У питању је Вила Вера, изграђена по пројекту архитекте Александра Медведева 1938. године, а налази се у данашњој улици Краљевића Марка. По Драгутину Живковићу данас носи назив једна улица у нишком насељу "Чалије". Садашњи назив добила је 29. новембра 2013. године, а до тада је носила назив "Душана Тривунца".

## Видети још
- Списак градоначелника Ниша